# 1424
- Wikisource

| Calendário gregoriano                                                        | 1424 MCDXXIV                                         |
| Ab urbe condita                                                              | 2177                                                 |
| Calendário arménio                                                           | 873 – 874                                            |
| Calendário bahá'í                                                            | -420 – -419                                          |
| Calendário budista                                                           | 1968                                                 |
| Calendário chinês                                                            | 4120 – 4121 Início a 31 de janeiro (aproximadamente) |
| Calendário copta                                                             | 1140 – 1141                                          |
| Calendário etíope                                                            | 1416 – 1417                                          |
| Calendários hindus - Vikram Samvat - Calendário nacional indiano - Cáli Iuga | 1479 – 1480 1345 – 1346 4524 – 4525                  |
| Calendário Holoceno                                                          | 11424                                                |
| Calendário islâmico                                                          | 827 – 828                                            |
| Calendário judaico                                                           | 5184 – 5185                                          |
| Calendário persa                                                             | 802 – 803                                            |
| Calendário rúnico                                                            | 1674                                                 |
| Calendário solar tailandês                                                   | 1967                                                 |

1424 (MCDXXIV, na numeração romana) foi um ano bissexto do século XV do Calendário Juliano, da Era de Cristo, e as suas letras dominicais foram  B e A (52 semanas), teve início a um sábado e terminou a um domingo.
| Ano completo                      |
| --------------------------------- |
| Ano bissexto com início ao sábado |

## Eventos
- Início da colonização da Ilha da Madeira.
- Bernard Garnier tornou-se o antipapa Bento XIV.
- Casamento de João, Infante de Portugal com Isabel de Bragança.
- Nuremberga é nomeada Reichskleinodien, guardiã das joias imperiais, do Sacro Império Romano-Germânico.
- Pedro de Noronha é consagrado arcebispo de Lisboa.
- Antão Martins de Chaves é nomeado bispo do Porto.
- Ordenada a construção do Castelo de Sines por João I de Portugal.

## Nascimentos
- 31 de Outubro - Rei Vladislau III da Polônia (m. 1444).
- Demétrio Calcondilas, acadêmico grego (m. 1511).
- Abu Sa'id, governante da Pérsia e do Afeganistão (m. 1469).
- Santa Beatriz da Silva (m 9 de Agosto de 1492 em Toledo).

## Mortes
- 5 de Maio - Diogo Álvares de Brito, bispo de Évora.
- 10 de Junho - Duque Ernest da Áustria (n. 1377).
- 16 de Junho - Johannes Ambundii, arcebispo de Riga.
- 12 de Agosto - Imperador Yongle da China (n. 1360).
- Johannes Abezier, dirigente e bispo dos Cavaleiros Teutônicos (n. 1380).
- Go-Kameyama, 99º imperador do Japão.
- Parameswara, príncipe malaio (n. 1344).
- Muzio Sforza, mercenário italiano.
- Jan Zizka, general checo e líder hussita.
- Iskandar Xá, Sultão de Malaca.